# یوهن ادمتسیویچ
یوهن ادمتسیویچ (انگلیسی: Yevhen Adamtsevych; ۱۹ دسامبر ۱۹۰۳ – ۱۹ اکتبر ۱۹۷۲) موسیقی‌دان، و آهنگساز بود.